# Chloé

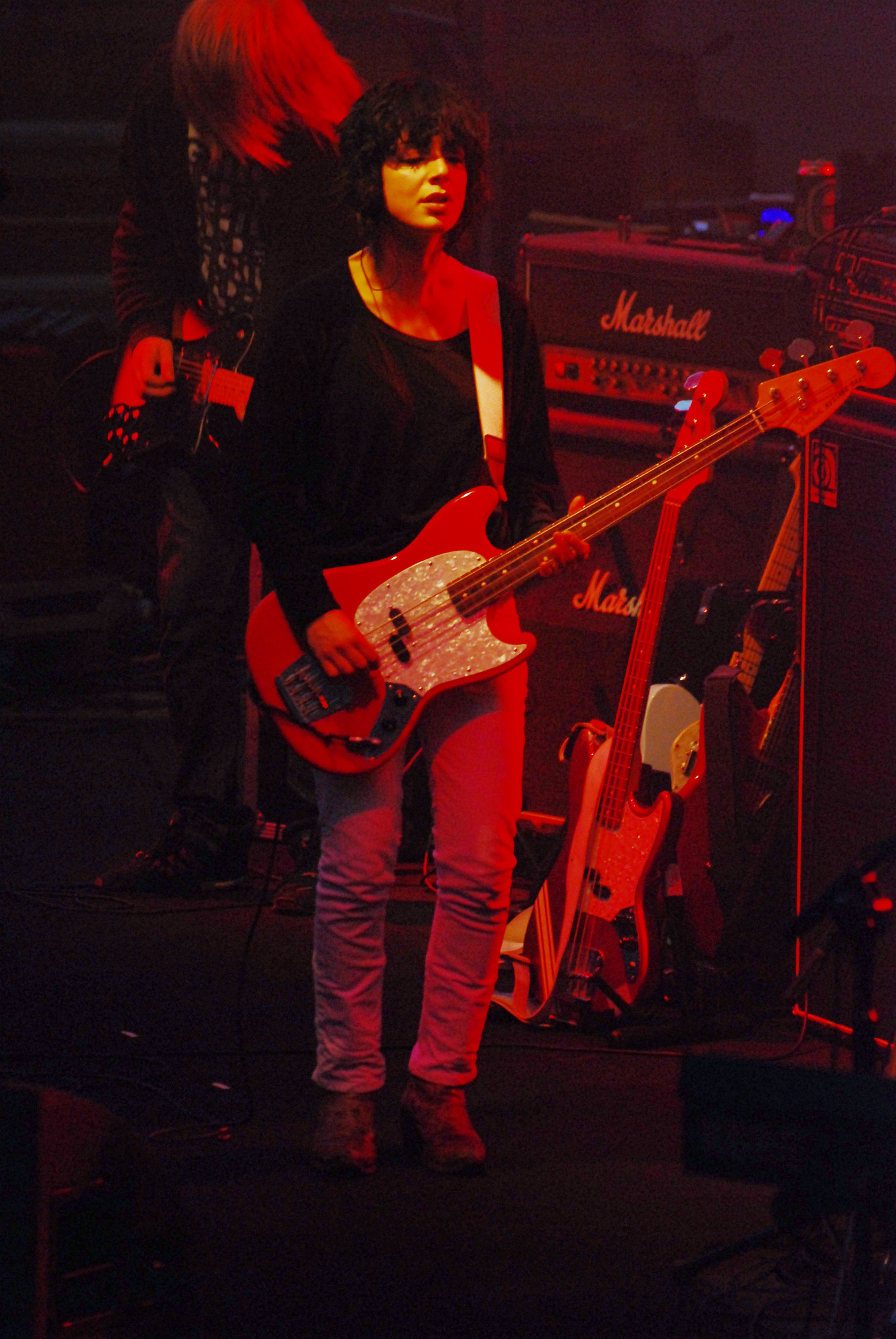
Chloe Alper

Chloé, ook gespeld als Chloë of Chloe, is een meisjesnaam afgeleid van het Griekse Χλόη (Chloe). Dit betekent jong groen of jonge scheut.
Deze naam werd al als bijnaam gebruikt voor de Griekse godin Demeter. In de Bijbel komt de naam Chloë eenmaal voor, in de context van "het huis van Chloé" in de 1e brief van Paulus aan de Korintiërs.
In 2009 verscheen er een Amerikaanse film genaamd Chloe, een remake van de Franse film Nathalie... uit 2003.

## Bekende naamdraagsters
- Chloë Agnew - Ierse zangeres en jongste lid van Celtic Woman
- Chloe Alper - Engelse zangeres en bassist van de band Pure Reason Revolution
- Chloë Sevigny - Amerikaanse actrice
- Chloë Grace Moretz - Amerikaanse actrice

## Bekende naamdraagsters in de literatuur
- Daphnis en Chloë, herdersroman uit de Griekse oudheid
- tante Chloë in de De negerhut van Oom Tom